# Юджу
Чхве Юна (кор. 최유나, род. 4 октября 1997 года), более известна под псевдонимом Юджу (кор. 유주), — южнокорейская певица. Вплоть до расформирования была участницей гёрл-группы GFriend. 18 января 2022 года дебютировала сольно с мини-альбомом [Rec.].
В 2015 году вместе с певцом Loco выиграла музыкальную премию Melon Music Awards за лучший саундтрек.

## Биография

### Ранняя жизнь
Юджу родилась 4 октября 1997 года в городе Коян, Республика Корея. У неё есть старшая сестра. После обучения в начальной и средней школах Ома в городе Коян, поступила в Сеульскую школу исполнительных искусств на факультет практического танца, которую окончила в феврале 2016 года. Также училась в Женском университете Сонсин на факультете практической современной музыки.
Является бывшей трейни LOEN Entertainment и Cube Entertainment.

### 2011—2021: Пре-дебют и дебют в Gfriend
До своего дебюта Юджу участвовала во многих музыкальных конкурсах. В 2011 году она приняла участие в 1-м сезоне музыкального реалити-шоу K-pop Star на телеканале SBS, но выбыла в 1-м раунде.
В январе 2015 года Юджу дебютировала как главная вокалистка в группе GFriend c песней «Glass Bead» (유리구슬). Через несколько месяцев группа выпустила свой второй сингл «Me Gustas Tu». Во время промоушена этой песни, выступая на скользкой от дождя сцене, Юджу упала 5 раз. Также один раз упала её коллега по группе Синби. Несмотря на это, они завершили выступление, что привлекло внимание публики. Группа заслужила похвалу за свой профессионализм.
В 2015 году Юджу и певец Loco исполнили песню «Spring Is Gone by Chance» для саундтрека к дораме «Девушка, которая видит запахи». В том же году эта песня получила музыкальную премию Melon Music Awards как Лучший саундтрек. В 2016 году Юджу стала почётным послом для промоушена мексиканского анимационного фильма «Крутые яйца». Она также записала для него саундтрек «Billy & The Brave Guys», который был выпущен 18 февраля.
Помимо участия в группе, Юджу занимается сольными проектами. В марте 2016 года она записала песню «Cherish» в сотрудничестве с Сон Юлем из группы [[Up10tion]], а в октябре 2017 года исполнила песню «Heart Signal» с певцом Чиху из группы IZ («айз»).
В 2017 году Юджу и Синби были выбраны для продвижения российского полнометражного анимационного фильма «Урфин Джюс и его деревянные солдаты» в Республике Корея.

### 2021-н.в: Сольный дебют
1 сентября 2021 года Юджу подписала эксклюзивный контракт с Konnect Entertainment, после расформирования Gfriend и ухода из Source Music.
Юджу дебютировала в качестве сольной исполнительницы 18 января 2022 года с мини-альбомом Rec. и его ведущим синглом «Play» (놀이). Это её первый сольный релиз под Konnect Entertainment и после распада Gfriend.

## Дискография

### Мини-альбомы
- Rec. (2022)

## Награды и номинации
| Церемония награждения       | Год  | Категория                        | Номинант / Песня                              | Результат |
| --------------------------- | ---- | -------------------------------- | --------------------------------------------- | --------- |
| Melon Music Awards          | 2015 | Лучший саундтрек                 | «Spring Is Gone by Chance» (совместно с Loco) | Победа    |
| K Global Heart Dream Awards | 2022 | Вокальная премия                 | Юджу                                          | Победа    |
| Hanteo Music Awards         | 2023 | Премия «Лучший трендовый артист» | Юджу                                          | Победа    |
| Seoul Music Awards          | 2024 | Звезда Новой Волны               | Юджу                                          | Победа    |